# Список начальников региональных Департаментов полиции Казахстана
Список начальников региональных Департаментов полиции Казахстана с 1991 года. До 18 октября 2018 года начальник департаментов внутренних дел.

## Акмолинская область[2]
1. генерал-майор милиции Болсамбеков, Умурзак Коспанович с декабря 1991-го по сентябрь 1998 года;
2. генерал-майор полиции Хайдар, Халмурат Саламатович с сентября 1998-го по ноябрь 2000 года;
3. генерал-майор полиции Досумов, Серимжан Толеуович с 24 ноября 2000 по 27 февраля 2002;
4. генерал-майор полиции Байжасаров, Болат Зейнуллатович с 27 февраля 2002 по 08 апреля 2003;
5. полковник полиции Тусупбеков, Даул Толеутаевич с 08 апреля 2003 по 07 ноября 2008;
6. полковник полиции Маткенов, Тлеген Советович с 02 февраля 2009 по 23 февраля 2012;
7. полковник полиции Кажкенов, Ахан Саттыбаевич с 23 февраля 2012 по 29 октября 2013;
8. генерал-майор полиции Халықұлы, Жайлаубек с 29 октября 2013 по 30 мая 2016;
9. полковник полиции Саденов, Ержан Сапарбекович с 03 июня 2016 по 24 апреля 2019;
10. генерал-майор полиции Билялов, Берик Султангазинович с 24 апреля 2019 по 05 октября 2019;
11. генерал-майор полиции Баймурзин, Арманбек Хакимбекович с 04 ноября 2019 по 09 февраля 2022;
12. генерал-майор полиции Таев, Думан Ашкенович с 23 мая 2022 по 29 августа 2023;
13. полковник полиции Мукашев Нурсултан Маратович с 29 сентября 2023 года по настоящее время.

## Актюбинская область[3]
1. генерал-майор милиции Дихтярь, Анатолий Григорьевич с июня 1985-го по май 1992 года;
2. генерал-майор милиции Бижигитов, Осман-Рустамбек Байгенженович с 03 марта 1992 по 18 июля 1994;
3. генерал-майор полиции Жумабаев, Кеншилик Саттыбаевич с августа 1994-го по май 1997 года;
4. генерал-майор полиции Исимов, Серик Аяшевич с мая 1997-го по июль 2002 года;
5. генерал-майор полиции Ускимбаев, Кожамурат Беисович с 01 июля 2002 по 01 июня 2003;
6. генерал-майор полиции Нукенов, Мараткали Ордабаевич с 01 июня 2003 по 19 марта 2007;
7. генерал-майор полиции Нокин, Патрис Кенесович с 18 мая 2007 по 04 сентября 2011;
8. генерал-майор полиции Амиров, Мухаран Серикович с 04 сентября 2011 по 12 сентября 2014;
9. генерал-майор полиции Аблазимов, Махсудхан Нугманович с 12 сентября 2014 по 26 августа 2016;
10. генерал-майор полиции Абисатов, Махамбет Хайржанович с 26 августа 2016 по 06 апреля 2019;
11. полковник полиции Арыстанов, Атыгай Газымбекович с 17 апреля 2019 по 16 октября 2021;
12. полковник полиции Жусупов, Абай Куатбаевич с 28 января 2022 по настоящее время.

## Алматинская область[4]
1. полковник милиции Баранчук, Николай Михайлович с 1991-го по август 1991 года;
2. генерал-майор милиции Серикбаев, Куралбек Нагимович с августа 1992-го по март 1997 года;
3. генерал-майор милиции Асыл-Кеней, Сагынжан Байболович с мая 1997-го по 1999 год;
4. генерал-майор милиции Кулибаев, Талгат Аскарович с 28 января 1999 по 26 апреля 2000;
5. генерал-майор милиции Шпекбаев, Алик Жаткамбаевич с 16 мая 2000 по 06 ноября 2003;
6. генерал-майор полиции Касымов, Калмуханбет Нурмуханбетович с 29 декабря 2003 по 09 июня 2005;
7. полковник полиции Кожахметов, Канат Оспанович с 09 июня 2005 по 29 августа 2006;
8. генерал-майор полиции Майкеев, Багдат Абдыкадырович с 29 августа 2006 по 06 марта 2009;
9. генерал-майор полиции Халықұлы, Жайлаубек с 08 мая 2009 по 26 июня 2012;
10. полковник полиции Кудебаев, Серик Мырзакулович с 04 сентября 2012 по 29 октября 2013;
11. генерал-майор полиции Урумханов, Мурат Жалелович с 29 октября 2013 по 29 января 2020;
12. генерал-майор полиции Кудебаев, Серик Мырзакулович с 29 января 2020 по 21 января 2022;
13. генерал-майор полиции Заппаров, Арыстангани Расилханович с 27 января 2022 по 20 июля 2022;
14. полковник полиции Аленов, Бауржан Толегенович c 02 августа 2022 по настоящее время.

## Атырауская область[5]
1. полковник милиции Тыцкий, Виктор Васильевич с июня 1988-го по январь 1993 года;
2. генерал-майор полиции Жаманбаев, Асылбек Есмырзаевич с января 1993-го по февраль 1995 года;
3. генерал-майор полиции Бельгужанов, Еркин Рысканович с февраля 1995-го по ноябрь 1997 года;
4. генерал-майор полиции Мырзабаев, Кайыргали Жумабаевич с ноября 1997-го по май 2001 года;
5. генерал-майор полиции Рахимжанов, Тюлеген Шаймерденович с 14 мая 2001 по 15 февраля 2002;
6. генерал-майор полиции Хайдар, Калмурат Саламатович с февраля 2002-го по апрель 2003 года;
7. генерал-майор полиции Амиров, Мухаран Серикович с 09 апреля 2003 по 13 августа 2008;
8. полковник полиции Сунтаев, Кайрат Имятович с 13 августа 2008 по 19 июня 2009;
9. полковник полиции Досанов, Рахмаджан Кузыбаевич с 19 июня 2009 по 17 августа 2012;
10. генерал-майор полиции Джалмуханбетов, Арман Кенесович с 17 августа 2012 по 26 августа 2016;
11. генерал-майор полиции Дуйсембаев, Аян Сабитович с 26 августа 2016 по 20 мая 2019;
12. полковник полиции Умбеткалиев, Камза Бактыгалиевич с 30 мая 2019 по 04 февраля 2022;
13. полковник полиции Уразбаев, Нурхат Кенжебаевич с 04 февраля 2022 по настоящее время.

## Восточно-Казахстанская область[6]
1. полковник милиции Хловпик, Борис Анатольевич с 1990-го по 1992 год;
2. полковник милиции Смагулов, Нурлан Рахманбергенович с июня 1992-го по февраль 1995 года;
3. генерал-майор милиции Аманжолов, Майдан Молдакашевич с февраля 1995-го по октябрь 1997 года;
4. полковник милиции Лукпанов, Таумурат Майкенович с октября 1997-го по февраль 1999 года;
5. генерал-майор полиции Кунгожинов, Саулебек Турсынгалиевич с 15 февраля 1999 по 03 марта 2005;
6. генерал-майор милиции Байжасаров, Булат Зейнуллатович с 03 марта 2005 по 05 октября 2007;
7. генерал-майор полиции Джалмуханбетов, Арман Кенесович с 05 октября 2007 по 04 сентября 2009;
8. генерал-полковник полиции Касымов, Калмуханбет Нурмуханбетович с 04 сентября 2009 по 12 апреля 2011;
9. генерал-майор полиции Жакупов, Рашид Тауфикович с 09 июля 2011 по 26 сентября 2014;
10. генерал-майор полиции Бактыбаев, Жанарбек Телюбекович с 30 октября 2014 по 31 января 2020;
11. полковник полиции Мадиев, Сагат Кентаевич с 31 января 2020 по 08 января 2022;
12. полковник полиции Джунисбеков, Серик Турсыналиевич 27 января 2022 по настоящее время.

## Западно-Казахстанская область[7]
1. генерал-полковник милиции Шумов, Владимир Георгиевич с 22 февраля 1988 по 17 апреля 1992;
2. генерал-майор милиции Мукушев, Бекболат Бапанович с 21 апреля 1992 по 21 мая 1997;
3. генерал-майор милиции Рахимжанов, Тюлеген Шаймерденович с 21 мая 1997 по 14 мая 2001;
4. полковник полиции Тыныбековю Қайрат Сағатханұлы с 14 мая 2001 по 01 марта 2005;
5. генерал-майор полиции Өзбекғалиев, Райымхан Халелұлы 01 марта 2005 по 05 марта 2007;
6. полковник полиции Қабденовю Мұрат Талапұлы с 02 июля 2007 по 21 ноября 2009;
7. генерал-майор полиции Жалмұханбетов, Арман Кеңесұлы с 21 ноября 2009 по 17 августа 2012;
8. генерал-майор полиции Абисатов, Махамбет Хайржанұлы с 08 января 2013 по 26 августа 2016;
9. генерал-майор полиции Аблазимов, Махсудхан Нұғманұлы с 26 августа 2016 по настоящее время.

## Жамбылская область[8]
1. полковник милиции Сайтхужинов, Ибрагим Гузаирович с марта 1990-го по май 1992 года;
2. полковник милиции Щелочков, Владимир Александрович с мая 1992-го по июнь 1995 года;
3. полковник милиции Фесенко, Анатолий Васильевич с июня 1995-го по апрель 1997 года;
4. полковник милиции Темирбаев, Мырзалы Ргаевич с апреля 1997-го по апрель 1997 года;
5. полковник милиции Арыстанов, Кенес Жумаханович с октября 1997-го по январь 1999 года;
6. генерал-майор милиции Асыл-Кеней, Сагынжан Байболович с января 1999-го по апрель 2000 года;
7. генерал-майор милиции Кулибаев, Талгат Аскарович 26 апреля 2000 по 03 марта 2005;
8. генерал-майор полиции Кунгожинов, Саулебек Турсынгалиевич с 03 марта 2005 по 29 августа 2006;
9. генерал-майор полиции Жаманбаев, Мейрхан Сагынбекович с 08 сентября 2006 по 03 апреля 2010;
10. полковник полиции Аймагамбетов, Бекет Иманович с 03 апреля 2010 по 11 апреля 2016;
11. генерал-майор полиции Маткенов, Тлеген Советович с 11 апреля 2016 по 05 июля 2018;
12. полковник полиции Оразалиев, Арман Молдиярович с 05 июля 2018 по 10 февраля 2020;
13. генерал-майор полиции Сулейменов, Жанат Куанышевич с 10 февраля 2020 по 10 января 2022.

## Костанайская область[9]
1. генерал-майор милиции Дюсенбин, Кайрат Гапуович с августа 1990-го по июль 1994 года;
2. полковник внутренней службы Кильмашкин, Николай Федорович с июля 1994-го по ноябрь 1997 года;
3. генерал-майор полиции Узбекгалиев, Раимхан Халелович с 01 ноября 1997 по 01 апреля 1999;
4. генерал-майор юстиции Оразалиев, Молдияр Молыбаевич с 10 декабря 1999 по 17 января 2001;
5. генерал-майор милиции Дейхин, Николай Михайлович с января 2001-го по июнь 2004 года;
6. генерал-майор полиции Жаманбаев, Мейрхан Сагинбекович с 29 апреля 2004 по 08 сентября 2006;
7. генерал-майор юстиции Оразалиев, Молдияр Молыбаевич с 14 ноября 2006 по 05 октября 2007;
8. генерал-майор полиции Байжасаров, Булат Зейнуллатович с 05 октября 2007 по 23 февраля 2012;
9. генерал-майор полиции Маткенов, Тлеген Советович с 23 февраля 2012 по 11 апреля 2016;
10. генерал-майор полиции Аймагамбетов, Бекет Иманович с 11 апреля 2016 по 28 января 2022;
11. полковник полиции Омарбеков, Ерлан Болатович с 29 января 2022 по настоящее время.

## Кызылординская область
1. Доскалиев Хибратулла Ермекович 2002—2006
2. Бактыбаев Жанарбек Тюлебекович 09.2012-10.2014
3. Сулейменов, Жанат Куанышевич С октября 2014 по августа 2016 годы
4. Мухитов Кайрат Болатович 19 Октября 2016 — 04.2019
5. Заппаров Арыстангани Расилханович (04.2019-07.2019)
6. Султан Бекторе Женисбайулы (2019-07.2022)
7. Кожабаев Мухтар Аманкулович 2 августа 2022 — 05.2023
8. Аблазимов Махсудхан Нугманович с 26.05.2023

## Карагандинская область[10]
1. генерал-майор милиции Шумиленко, Владимир Петрович с 07 декабря 1983 по 07 июля 1995;
2. генерал-майор милиции Дейхин, Николай Михайлович с 07 июля 1995 по 17 января 2001;
3. полковник милиции Симачев, Василий Васильевич с 17 января 2001 по 14 мая 2001;
4. полковник полиции Курбатов, Владимир Николаевич с 14 мая 2001 по 08 апреля 2003;
5. генерал-майор полиции Кулинич, Александр Васильевич с 08 апреля 2003 по 29 августа 2006;
6. генерал-майор полиции Кожахметов, Канат Оспанович с 29 августа 2006 по 10 декабря 2008;
7. генерал-майор полиции Рахимберлин, Нурлан Армиевич с 28 января 2009 по 12 января 2013;
8. генерал-майор полиции Жаппаров, Мергенбай Баймендинович с 22 января 2013 по 22 февраля 2019;
9. полковник полиции Файзуллин, Ерлан Жумасеитович и. о. с 22 февраля 2019 по 06 мая 2019, затем с 06 мая 2019 по настоящее время.

## Мангистауская область[11]
1. генерал-майор милиции Аманжолов, Майдан Молдакашевич с сентября 1990-го по февраль 1995 года;
2. генерал-майор милиции Доскалиев, Хибратулла Ермекович с февраля 1995-го по ноябрь 1995 года;
3. полковник милиции Маматов, Хамит Абдулович с ноября 1995-го по ноябрь 1997 года;
4. генерал-майор милиции Доскалиев, Хибратулла Ермекович с 12 ноября 1997 по 16 июня 1999;
5. полковник полиции Приходько, Николай Иванович с 07 апреля 1999 по 18 января 2001;
6. генерал-майор милиции Байжасаров, Булат Зейнуллатович с 18 января 2001 по 27 февраля 2002;
7. генерал-майор полиции Мурзабаев, Каиргали Жумабаевич с февраля 2002-го по июль 2003 года;
8. полковник полиции Шахманов, Серик Габдуллинович с июля 2003-го по январь 2006 года;
9. полковник полиции Сабуров, Далелхан Камалбекович с 23 мая 2006 по 19 декабря 2007;
10. генерал-майор полиции Аблазимов, Максудхан Нугманович с 19 декабря 2007 по 30 января 2009;
11. полковник полиции Кабылов, Аманжол Жайгалиевич с 19 июня 2009 по 23 февраля 2012;
12. генерал-майор полиции Жаманбаев, Мейрхан Сагинбекович с 23 февраля 2012 по 18 июня 2013;
13. генерал-майор полиции Дальбеков, Кайрат Султанбаевич с 12 сентября 2013 по 11 декабря 2017;
14. генерал-майор полиции Таймерденов, Канат Даниярович с 12 декабря 2017 по 29 января 2020;
15. генерал-майор полиции Бактыбаев, Жанарбек Телюкбаевич с 31 января 2020 по настоящее время.
16. Генерал-полковник полиции Мухадинов Санжар Болатович с 16июня 2023

## Павлодарская область[12]
1. генерал-майор милиции Жалтыров, Линар Абдулович с 24 ноября 1985 по 30 апреля 1992;
2. генерал-майор милиции Дюсенбаев, Ойрат Рахметович с 30 апреля 1992 по 15 ноября 1997;
3. генерал-майор милиции Бельгужанов, Еркин Рысканович с 15 ноября 1997 по 14 мая 2001;
4. полковник полиции Мырзабаев, Каиргали Жумабаевич с 14 мая 2001 по 27 февраля 2002;
5. генерал-майор полиции Тумарбеков, Мурат Ахметович с 27 февраля 2002 по 05 марта 2007;
6. генерал-майор полиции Туксаитов, Канат Таупекович с 18 мая 2007 по 10 декабря 2008;
7. полковник полиции Кыдыргожаев, Наурызбай Ражанович с 28 января 2009 по 09 сентября 2010;
8. полковник полиции Оразалиев, Арман Молдиярович с 09 сентября 2010 по 04 сентября 2011;
9. генерал-майор юстиции Кусетов, Султан Турлинович с 04 сентября 2011 по 12 сентября 2014;
10. генерал-майор полиции Кожаев, Марат Шадетханович с 12 сентября 2014 по 11 декабря 2017;
11. генерал-майор полиции Аубакиров, Амантай Акрамович с 11 декабря 2017 по 04 ноября 2019;
12. генерал-майор полиции Масимов, Нурлан Мырзаханович с 04 ноября 2019 по 15 января 2022;
13. полковник полиции Скляр, Василий Васильевич с 28 января 2022 по настоящее время.

## Северо-Казахстанская область[13]
1. генерал-майор милиции Баранов, Михаил Иванович с июня 1984-го по март 1993 года;
2. полковник милиции Околелов, Владимир Григорьевич с декабрь 1993-го по август 1995 года;
3. полковник милиции Даиров, Амангельды Мукатаевич с августа 1995-го по май 1997 года;
4. полковник милиции Нукенов, Мараткали Ордабаевич с 01 мая 1997 по 01 ноября 1997;
5. генерал-майор милиции Кильмашкин, Николай Федорович с ноября 1997-го по май 2000 года;
6. полковник милиции Садуов, Газиз Сыздыкович с мая 2000-го по март 2001 года;
7. генерал-майор полиции Жаманбаев, Мейрхан Сагынбекович с 16 марта 2001 по 15 февраля 2002;
8. генерал-майор полиции Рахимжанов, Тюлеген Шаймерденович с 15 февраля 2002 по 08 апреля 2003;
9. полковник полиции Тургумбаев, Ерлан Заманбекович с 08 апреля 2003 по 06 мая 2006;
10. полковник полиции Саванков, Александр Михайлович с 23 мая 2006 по 22 августа 2008;
11. полковник полиции Тленчин, Арман Кайбарович с 20 сентября 2008 по 07 ноября 2008;
12. полковник полиции Тусупбеков, Даул Толеутаевич с 23 декабря 2008 по 09 сентября 2010;
13. генерал-майор полиции Урумханов, Мурат Жалелович с 09 сентября 2010 по 29 октября 2013;
14. полковник полиции Кажкенов, Ахан Саттыбаевич с 29 октября 2013 по 12 сентября 2014;
15. генерал-майор полиции Билялов, Берик Султангазинович с 12 сентября 2014 по 24 апреля 2019;
16. генерал-майор полиции Тулебаев, Марат Сагинтаевич с 06 мая 2019 по 27 января 2022;
17. полковник полиции Кабдулдинов, Айдын Токтарович с 28 января 2022 по настоящее время.

## Туркестанская область[14]
1. генерал-майор милиции Дуабеков, Темирхан Дуабекұлы с 1987-го по февраль 1993 года;
2. генерал-майор милиции Сұлтанов, Жеңісбай Әбдікерімұлы с февраля 1993-го по май 1997 года;
3. генерал-майор юстиции Оразәлиев, Молдияр Молыбайұлы с 22 мая 1997 по 01 апреля 1999;
4. генерал-майор полиции Өзбекғалиев, Райымхан Халелұлы с 01 апреля 1999 по 01 марта 2005;
5. полковник полиции Артықбаев, Құрманбек Жуасұлы с 03 марта 2005 по 23 мая 2006;
6. генерал-майор полиции Досқалиев, Хибратулла Ермекұлы с 23 мая 2006 по 07 ноября 2008;
7. генерал-майор полиции Досымов, Серімжан Төлеуұлы с 10 декабря 2008 по 04 сентября 2011;
8. генерал-майор полиции Оспанов, Аскар Шуашұлы с 04 сентября 2011 по 26 августа 2016;
9. генерал-майор полиции Сулейменов, Жанат Қуанышұлы с 26 августа 2016 по 11 декабря 2017;
10. генерал-майор полиции Дальбеков, Кайрат Султанбаевич с 11 декабря 2017 по 04 февраля 2022;
11. генерал-майор полиции Кабденов, Мурат Талапович с 04 февраля 2022 по настоящее время.

## Астана[15]
1. генерал-майор милиции Кан, Виктор Петрович с 24 декабря 1997 по декабрь 2000 года;
2. генерал-майор полиции Джалмуханбетов, Арман Кенесович с 17 января 2001 по 26 февраля 2002;
3. генерал-майор полиции Досумов, Серимжан Толеуович с 27 февраля 2002 по 30 мая 2008;
4. генерал-лейтенант полиции Демеуов, Марат Ганович с 30 мая 2008 по 08 июля 2011;
5. генерал-майор полиции Аубакиров, Амантай Акрамович с 08 июля 2011 по 11 декабря 2017;
6. генерал-майор полиции Кожаев, Марат Шадетканович с 11 декабря 2017 по 06 апреля 2019;
7. генерал-майор полиции Саденов, Ержан Сапарбекович с 24 апреля 2019 по 26 января 2021;
8. генерал-майор полиции Тулебаев, Марат Сагинтаевич с 27 января 2021 по настоящее время.

## Алматы[16]
1. генерал-майор милиции Исабаев, Слям Мухаметжанович с 1990-го по июль 1994 года;
2. генерал-майор милиции Бижигитов, Осман-Рустамбек Байгенженович с 18 июля 1994 по 27 июля 1997;
3. генерал-майор милиции Касымов, Калмуханбет Нурмуханбетович с 27 июля 1997 по 29 декабря 2003;
4. генерал-майор юстиции Оразалиев, Молдияр Молыбаевич с 29 декабря 2003 по 31 июля 2006;
5. генерал-майор полиции Тургумбаев, Ерлан Заманбекович с 31 июля 2006 по 28 декабря 2012;
6. генерал-майор полиции Тыныбеков, Кайрат Сагатханович с 28 декабря 2012 по 29 октября 2013;
7. генерал-майор полиции Кудебаев, Серик Мырзакулович с 29 октября 2013 по 29 января 2020;
8. генерал-майор полиции Таймерденов, Канат Даниярович с 29 января 2020 по 14 июля 2022[17];
9. генерал-майор полиции Заппаров, Арыстангани Расилханович c 21 июля 2022 по настоящее время[18].

## Шымкент[19]
1. генерал-майор полиции Джумаханбетов, Ерали Мусалиевич с 05 июля 2018 по 04 февраля 2022;
2. генерал-майор полиции Дальбеков, Кайрат Султанбаевич с 04 февраля 2022 по настоящее время.

## Департаменты полиции на транспорте[20]
В октябре 2010 года три департамента были объединены в один.

### До объединения

#### Западный УВД на транспорте
1. полковник милиции Менделеев, Владимир Николаевич с мая 1987-го по декабрь 1993 года;
2. полковник милиции Никешин, Вячеслав Михайлович с 28 декабря 1993 по 08 ноября 1995;
3. генерал-майор милиции Исимов, Серік Аяшұлы с октября 1996-го по август 1997 года;
4. генерал-майор полиции Жұмабаев, Кеңшілік Сәттібайұлы с августа 1997-го по июнь 2001 года;
5. генерал-майор полиции Жаманбаев, Мейіржан Сағынбекұлы с 15 февраля 2002 по 29 апреля 2004;
6. полковник полиции Тыныбеков, Қайрат Сағатханұлы с 06 июля 2005 по 30 апреля 2009;
7. полковник полиции Дүйсебаев, Нұржан Тәттібайұлы с 29 июля 2009 по 19 октября 2010.

#### Центральный ДВД на транспорте
1. полковник милиции Михайлов, Юрий Александрович с 27 марта 1991 по 06 февраля 1996;
2. полковник милиции Арыстанов, Кеңес Жұмаханұлы с 1996-го по 1997 год;
3. полковник полиции Елемісов, Еркебұлан Ғалымұлы с 1997-го по 2001 год;
4. генерал-майор полиции Жұмабаев, Кеңшілік Сәттібайұлы с 2001-го по 2002 год;
5. полковник полиции Түсіпбеков, Дауыл Төлеутайұлы с 15 февраля 2002 по 08 апреля 2003;
6. полковник полиции Курбатов, Владимир Николаевич с 08 апреля 2003 по 12 февраля 2004;
7. полковник полиции Туксаитов, Канат Таупекович с 12 февраля 2004 по 06 мая 2006;
8. генерал-майор полиции Джалмуханбетов, Арман Кенесович с 26 мая 2006 по 05 октября 2007;
9. полковник полиции Ахметов, Темірбай Біләлұлы с 30 октября 2007 по 24 октября 2008;
10. генерал-майор полиции Туксаитов, Канат Таупекович с 10 декабря 2008 по 19 октября 2010.

#### Юго-восточный ДВД на транспорте
1. генерал-майор милиции Куликов, Николай Тимофеевич с 14 августа 1990 по 25 ноября 1993;
2. Базаров, Аскар Айдарханович с 1993-го по 1994 год;
3. генерал-майор милиции Дейхин, Николай Михайлович с 30 декабря 1994 по 28 июня 1995;
4. полковник милиции Сүлейменов, Сейфолла Әлмағанбетұлы с 1995-го по 1997 год;
5. генерал-майор милиции Бижігітов, Осман-Рустамбек Байгенжеұлы с 27 июля 1997 по 19 января 2001;
6. генерал-майор милиции Бейсенов, Аманжол Мұсайынұлы с 2002-го по 2003 год;
7. генерал-майор милиции Байжасаров, Булат Зейнуллатұлы с 08 апреля 2003 по 03 марта 2005;
8. генерал-майор полиции Кулибаев, Талғат Асқарұлы с 03 марта 2005 по 19 октября 2010.

### После объединения (Департамент полиции на транспорте)
1. генерал-майор полиции Туксаитов, Канат Таупекович с 19 октября 2010 по 18 января 2012;
2. генерал-майор полиции Сүлейменов, Жанат Қуанышұлы с 23 февраля 2012 по 17 июля 2013;
3. генерал-майор полиции Бисенқұлов, Берік Бойболұлы с 12 июля 2013 по 12 августа 2014;
4. полковник полиции Қажкенов, Ахан Саттыбайұлы с 12 сентября 2014 по 10 марта 2015;
5. генерал-майор полиции Саденов, Ержан Сапарбекұлы с 10 марта 2015 по 03 июня 2016;
6. полковник полиции Кабылов, Аманжол Жайғалиұлы с 03 июня 2016 по 01 октября 2019;
7. генерал-майор полиции Бекеев, Оңал Ботайұлы с 28 октября 2019 по настоящее время.

## Воссозданные области

### Абайская область (Семипалатинская область)
- 1997—2022 в составе Восточно-Казахстанской области

1. Бекторе Султан с 21 июля 2022

### Жетысуская область (Талдыкорганская область)
1. 22.11.1985 — 13.04.1992 гг. — начальник Управления внутренних дел (далее — УВД) Талды-Курганского облисполкома полковник милиции Берик Абильмаджиевич Сулейменов;
2. 14.07.1992 — 28.12.1993 гг. — начальник УВД полковник милиции Аскар Айдарханович Базаров;
3. 31.12.1993 — 05.03.1997 гг. — начальник УВД полковник милиции Сагынжан Байболович Асыл-Кеней;
4. 05.03.1997 — 23.04.1997 гг. — начальник УВД полковник милиции Мырзалы Ргаевич Темирбаев.

- 1997—2022 в составе Алматинской области

1. Арыстанов Атыгай Газымбекович (с 07.2022 по 11.2023)

### Улытауская область (Жезказганская область)
1. Кайдаров Рустем Есимханович 1985—1992 гг.
2. Алимжан Ахмадиевич Ахмадин, 1990—1992
3. Виктор Дмитриевич Нестеров, 1992—1995
4. Жаманбаев Асылбек Есмырзаевич 1995—1997[21]
5. Жумадилов Баянгали

- 1997—2022 в составе Карагандинской области

1. Алиев Каиркен Жетписбаевич (с 10.2022)
2. Дюсембеков Асхат Маратович (с 07.2023)